# Palamocladium leskeoides
Palamocladium leskeoides är en bladmossart som beskrevs av Nathaniel Lord Britton 1914. Palamocladium leskeoides ingår i släktet Palamocladium och familjen Brachytheciaceae. Inga underarter finns listade i Catalogue of Life.